# Чула Маре (Хунедоара)
Чула Маре (рум. Ciula Mare) насеље је у Румунији у округу Хунедоара у општини Ракитова. Oпштина се налази на надморској висини од 382 m.

## Становништво
Према подацима из 2002. године у насељу је живело 225 становника, од којих су сви румунске националности.